# Apple A7
Apple A7とはAppleにより設計された64ビットSoCである。2013年9月10日発売のiPhone 5sにて初めて登場した。Appleによると、前世代のApple A6と比較して最大2倍速く、最大2倍のグラフィックス性能を備えているという。世界初の64ビットARM SoCではないが、コンシューマー向けのスマートフォン・タブレット用途としては初めて出荷された。

## 採用製品
- iPhone 5s
- iPad Air (第1世代)
- iPad mini (第2世代)
- iPad mini (第3世代)

## 設計
CPU はAppleが設計した 64ビットARMアーキテクチャで、デュアルコアで最高 1.3GHz で動作し、命令セットは ARMv8-Aをサポートする。L1キャッシュは、コードが64KB、データが64KB。L2キャッシュは1MB。開発コードは Cyclone。
GPU は PowerVR G6430 で4クラスタ設定となっている。
対応メモリは、LPDDR3 SDRAMで、データ幅は64ビットのシングルチャネル。iPhone 5sの搭載メモリは1GB。
プロセスルールは28nm HKMGで、ダイサイズは102mm2。